# 青衣の女
『青衣の女』（せいいのおんな、蘭: Brieflezende vrouw in het blauw）、または『手紙を読む青衣の女』は、オランダ黄金時代の画家ヨハネス・フェルメールが1665年ごろに描いた絵画。キャンバスに油彩で描かれた作品で、1885年以来アムステルダム国立美術館が所蔵しており、同美術館が購入した最初のフェルメール作品でもある。
『青衣の女』は、作中に描かれていない窓を前にして、手紙を読む青い衣服の女性を描いた作品である。女性の外観からは妊娠しているようにも見えるが、確証はない。定説とまではいたっていないが、多くの研究者、美術史家が、この服装は当時のオランダで流行していたものだと主張している。
女性が読んでいる手紙の内容は分からないが、作品の構成から手紙のヒントを得ようとする研究が行われてきた。女性の背後の壁にかかっているネーデルラントの地図から、旅行中の夫が妻に宛てた手紙を読んでいるとする説がある。そのほか、女性の前のテーブルに置かれた箱のそばに見える真珠が、ときに虚栄心や自惚れの象徴として描かれることから、手紙は女性の恋人からのものだという説もある。
屋内の情景を描いたフェルメールの絵画のなかでも、『青衣の女』には壁や天井の角が描かれていないという点で珍しい作品といえる。